# Portada/article juliol 20

## Psitacosaure
El psitacosaure (Psittacosaurus, "llangardaix lloro", grec ψιττακος/psittakos, "lloro" i σαυρος/sauros, "llangardaix") és un gènere de dinosaure ceratop psitacosàurid que va viure al Cretaci inferior en el que avui en dia és Àsia, fa entre 130 i 100 milions d'anys. És el gènere de dinosaure amb més espècies conegudes. Se'n reconeixen almenys deu espècies diferents a partir de fòssils trobats a diferents regions de la Xina, Mongòlia i Rússia, amb una possible espècie addicional de Tailàndia.
El psitacosaure no és tan familiar per al públic general com el seu parent llunyà, el triceratop, però és un dels gèneres de dinosaure més ben coneguts. Se n'han trobat més de 400 individus fòssils, incloent-hi molts esquelets complets. La majoria d'estadis d'edat estan representats, des de nounats fins a adults, cosa que ha permès nombrosos estudis detallats de les taxes de creixement i de la biologia reproductiva del psitacosaure.